# 穿越时空的爱恋
《穿越时空的爱恋》（Love Across Time）是一部2001年的中國大陸与香港合拍的電視劇，于2002年上映，由台灣演员张庭和大陆演员徐峥主演。该剧是中国内地上映的第一部以明朝初期历史为背景的穿越题材电视剧，也是中国电视剧最早的穿越剧之一，有些宣传称此作为《寻秦记》的姊妹篇。
该剧剧名灵感来自于台湾作家席绢的小说《交错时光的爱恋》，是继电视剧《上错花轿嫁对郎》热播之后的又一部与席绢小说相关的电视作品，但不同的是，《穿越时空的爱恋》的故事情节与席绢的小说并无雷同，而是由席绢的朋友、中国内地编剧阡陌原创编写。

## 剧情
文物盗贼小玩子和女警张楚楚在明朝文物展览中因文物“游梦仙枕”而发生争夺，结果一起穿越到明初，分别与朱允炆、朱棣相恋。小玩子为了回到未来，必须从朱允炆手中拿到游梦仙枕，为此她不惜利用朱允炆对自己的感情，然而经过了一番生死劫难后，小玩子不仅成了朱棣的义女仙仙郡主，发现自己已经爱上朱允炆了。因穿越时空撞伤头部而失忆的张楚楚将朱棣误认为是自己在二十一世纪的男友朱第。当逆境中的张楚楚爱上朱棣的时候，她并不知道这段感情的结果将在十年后的王后宝座上，却在与朱棣患难与共的经历中付出了全部的真心。而身处皇宫又熟知这段历史的小玩子，虽然明明知道朱允炆的悲剧命运，却仍然抵挡不住射中她和朱允炆的爱情之箭。熟知历史的小玩子得知朱元璋要立朱允炆为储君，她费尽心思想要改变历史，改变朱允炆的结局，不曾想阴差阳错的造就了朱棣和朱允炆之间的误会、朱元璋驾崩、皇储纷争，引发了四年的靖难之役。朱棣不甘心皇位落入的允炆手里，在离开应天府之后，他以清君侧的名义起兵攻进京城，在得知朱允炆和仙仙回到了“花果山”之后，他佯装建文帝自焚身亡，废除朱允炆年号称帝。另一边，皇宫起火，小玩子和朱允炆被困其中，随着十三颗行星排成一条直线,小玩子和允炆以及“游梦仙枕”消失在漫天火光之中。

## 人物
| 演員   | 角色         | 设定                                                     | 配音   |
| 张庭   | 小玩子       | 现代人，神偷，凭借“游梦仙枕”穿越至明朝，与朱允炆发生恋爱 | 张凯   |
| 徐峥   | 明惠宗朱允炆 | 明朝第二位皇帝，朱元璋之孙，已故懿文太子朱标第二子       | 田波   |
| 万弘杰 | 明成祖朱棣   | 燕王（即位前），明朝第三位皇帝，朱元璋第四子，朱允炆之叔 | 姜广涛 |
| 万弘杰 | 朱第         | 现代人，犯罪心理学家，张楚楚男友                         | 金锋   |
| 刘莉莉 | 张楚楚       | 现代人，香港湾仔警署警察。後面留在明代，成為成祖之皇后。 | 李世榮 |
| 孙宝光 | 朱元璋       | 明太祖                                                   | 党同义 |
| 史可   | 丁香         | 朱允炆的侍女                                             | 张美娟 |
| 尹明   | 黄子澄       |                                                          | 金永钢 |
| 侯敬宇 | 朱樉         | 朱元璋的第二子，秦王                                     |        |
| 胡灵灵 | 季淑妃       | 燕王侧妃，陈友谅之女                                     | 扈茜茜 |
| 高勇   | 朱棡         | 朱元璋的第三子，晋王                                     |        |
| 张亚坤 | 高甫明       | 大内侍卫总管                                             |        |
| 杨俊毅 | 小北         |                                                          | 金永钢 |
| 李倩   | 小平         |                                                          | 张美娟 |
| 张志超 | 巧巧         |                                                          | 田波   |
| 高琎   | 乖乖         |                                                          | 金锋   |
| 宋来运 | 福玉         |                                                          |        |
| 卢东来 | 陈公公       |                                                          | 李智伟 |
| 张峰   | 大虫         |                                                          | 金锋   |
| 田重   | 张大富       |                                                          | 姜广涛 |
| 尚言生 | 鸭四         |                                                          |        |
| 朝晖   | 大虎         |                                                          |        |
| 曹振宇 | 二虎         |                                                          |        |
| 吴浇浇 | 杨妃         |                                                          | 李世榮 |
| 项国权 | 小全子       |                                                          | 金锋   |

## 职员表
| - 出品人：李燕 - 总监制：瞿弦和 - 总制片：郑长明、周琳 - 制片人：周志龙、李丰 - 艺术监制：蒋雪柔 - 制作中心：南瓜创作中心 - 故事原创：阡陌 - 策划编剧：冯俐 - 导演：杨军、孙太泉 - 监制：余惠英、毕建平、李跃 - 动作指导：杨俊毅 - 摄影：张世霖 - 总美术：陈浩忠 | - 副导演：张轩南、黎健生 - 演员副导：严晶 - 剪接师：顾国良 - 造型服装设计：梅国栋 - 动画设计：张菁、张庚 - 照明：滕广伟、郑宪海 - 美术：王建国、鲍延军 - 道具：胡德印、水玉民 - 化妆：梁霞 - 梳妆：余敏 - 服装：姚仙、马捷 - 道具制景：于庆华 - 场记：田刚磊、梅晓洁 | - 生活制片：张健 - 现场制片：高志明、徐昭 - 剧务：范涛、王磊 - 摄影助理：宋明雷、孙富华 - 照明助理：滕留岗、刘明、鲁春峰、邢存良 - 服装助理：王明华、王明才 - 化妆助理：折妍、丁彦 - 剧照：郭军 - 财务：时洁明 - 配音导演：刘波 - 录音师：瞿卫军 - 后期制作：声动数位录音有限公司 - 发行人：周琳、李坚 - 联合摄制：中國煤礦文工團、广州俏佳人文化传播有限公司、上海展杰文化艺术有限公司 - (广社) 剧审字 (2001) 第091号 |